# 比尔吉德·迈克斯
比尔吉德·迈克斯（德語：Birgit Michels，1984年9月28日—），德国女子羽毛球運動員，擅長雙打項目。其胞姊佩特拉·奥维泽尔同為德國國家羽毛球隊成員。
2008年及2012奧運，她分別搭檔克里斯托夫·霍普、麦克·福克斯晉級了16強。

## 簡歷
比尔吉德·奥维泽尔自4歲開始接觸羽毛球運動；在國內曾效力「TuS Königsdorf」、「TTC Brauweiler」、「TuS Gildehaus」和「1. BC Beuel」四家俱樂部。她現在仍是「1. BC Beuel」的隊員，俱樂部現正在德甲聯賽競逐。
2010年7月，比尔吉德·奥维泽尔跟麦克·福克斯合作參加美國黃金大獎賽混合雙打比賽，在決賽中以2比0（21-19、21-14）擊敗中華台北的李勝木/簡毓瑾，贏得冠軍，這亦是首對德國組合在黃金大獎賽贏得冠軍。同年12月，奥维泽尔和福克斯的組合的世界排名首次躋身前10位。
2012年，比尔吉德·迈克斯參加在瑞典卡爾斯克魯納舉行的歐洲羽毛球錦標賽，夥拍桑德拉·马里涅罗躋身女雙比賽四強。同年7月，比尔吉德·迈克斯與麦克·福克斯合作，代表德國出戰於英國倫敦舉行的奥林匹克运动会羽毛球比賽混合雙打項目，在小組賽首仗雖然不敵頭號種子、中國的张楠/赵芸蕾，但在其後兩場先後以2比1力克英國的克里斯·爱德考克 / 伊莫金·班克尔和俄羅斯的亚历山大·尼科拉恩科 / 瓦莱里亚·索罗金娜，以小組第二名的成績晉級八強。及後，他們於八強賽對戰大會三號種子、印尼組合通托维·艾哈迈德 / 利利亚纳·纳西尔，最終以0比2（15-21、9-21）敗陣，於八強賽止步，但已創下德國隊歷來最佳的成績。
2013年8月，比尔吉德·迈克斯參加中國廣州舉行的世界羽毛球錦標賽，先與麦克·福克斯以12號種子身分出戰混合雙打項目，他們在首圈輪空，但在第二圈就以1比2（21-13、14-21、18-21）不敵俄羅斯的维塔利·杜尔金/尼娜·维斯洛娃出局。此外，她又與乔安娜·格里斯威斯基出戰女子雙打項目，首圈以2-0擊敗香港組合選手晉級，但在第二圈就以1比2（15-21、21-11、13-21）不敵6號種子、日本的前田美順/末綱聰子出局。
2015年8月，迈克斯參加印尼雅加達舉行的世界羽毛球錦標賽，與伊莎贝尔·赫特里克合作出戰女子雙打項目，首圈就以1比2（21-16、15-21、14-21）不敵印度的普拉迪亚·加德雷/斯基·雷迪出局。

### 2016年 里约奥运未出线
2016年8月，比尔吉德·迈克斯代表德国出戰巴西里約熱內盧舉行的奥林匹克运动会羽毛球比賽混合双打項目，與麦克·福克斯以12號種子身分出戰。在小組賽階段中，连续三场落败于印尼的普拉文·乔丹/戴比·苏珊托、中国的张楠/赵芸蕾和中國香港的李晉熙/周凱華，最终未能以小组资格出线。

## 主要比賽成績

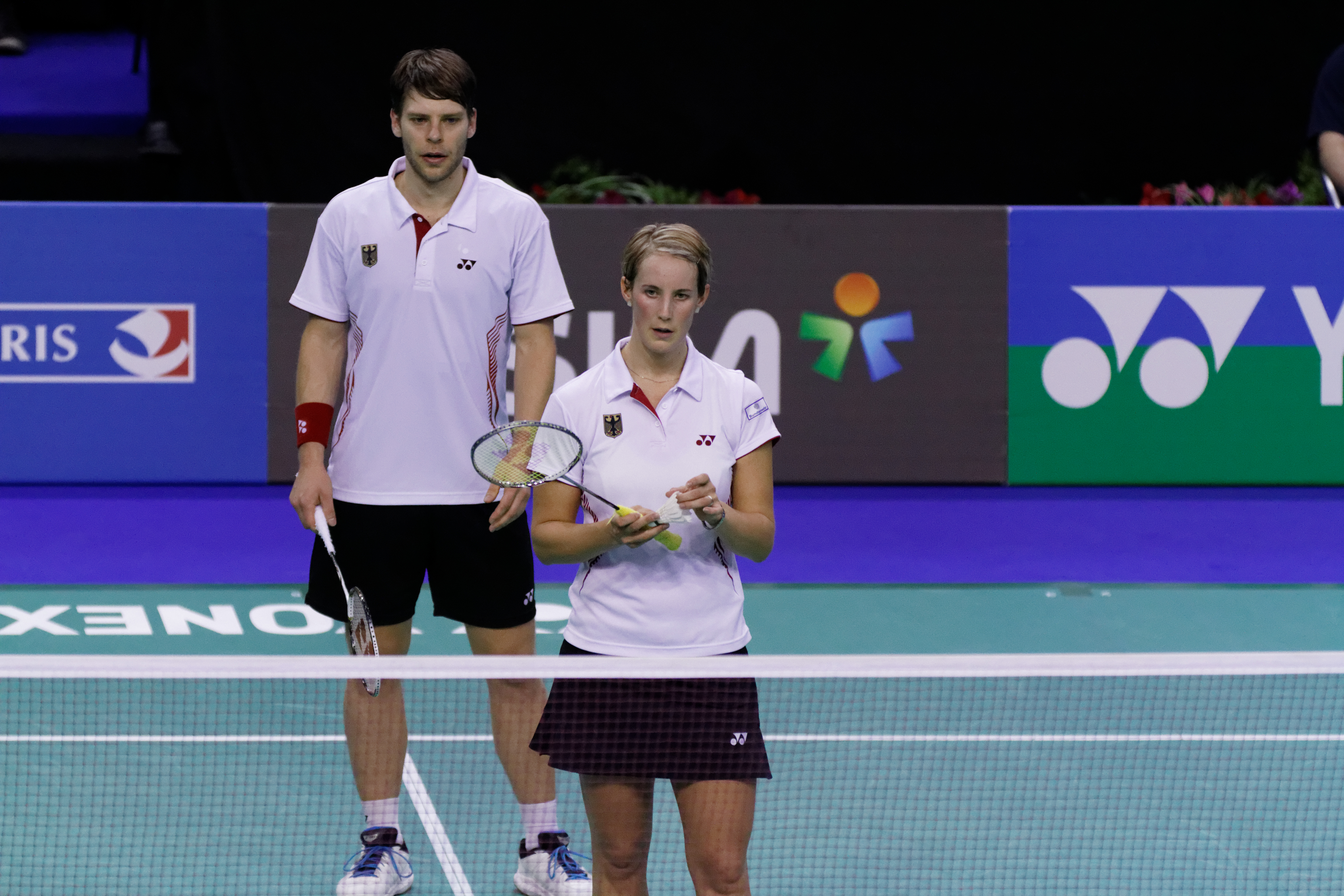
比尔吉德·迈克斯與混雙搭檔麦克·福克斯

只列出曾進入準決賽的國際賽事成績：
| 年份   | 賽事                     | 公開賽級別 | 項目     | 拍檔                | 成績   |
| ------ | ------------------------ | ---------- | -------- | ------------------- | ------ |
| 2007年 | 碧特博格羽毛球大獎賽     | 大獎賽     | 混合雙打 | 克里斯托夫·霍普     | 冠軍   |
| 2008年 | 印度羽毛球黃金大獎賽     | 黃金大獎賽 | 混合雙打 | 克里斯托夫·霍普     | 亞軍   |
| 2008年 | 碧特博格羽毛球大獎賽     | 大獎賽     | 女子雙打 | 桑德拉·马里涅罗     | 準決賽 |
| 2008年 | 碧特博格羽毛球大獎賽     | 大獎賽     | 混合雙打 | 约翰尼斯·斯科特勒   | 準決賽 |
| 2008年 | 義大利羽毛球國際賽       | 國際挑戰賽 | 女子雙打 | Annekatrin Lillie   | 準決賽 |
| 2008年 | 義大利羽毛球國際賽       | 國際挑戰賽 | 混合雙打 | 約翰尼斯·斯科特勒   | 準決賽 |
| 2009年 | 芬蘭羽毛球公開賽         | 國際挑戰賽 | 女子雙打 | 桑德拉·马里涅罗     | 亞軍   |
| 2009年 | 荷蘭羽毛球國際賽         | 國際挑戰賽 | 女子雙打 | 桑德拉·马里涅罗     | 亞軍   |
| 2009年 | 荷蘭羽毛球國際賽         | 國際挑戰賽 | 混合雙打 | 约翰尼斯·斯科特勒   | 冠軍   |
| 2009年 | 碧特博格羽毛球大獎賽     | 大獎賽     | 女子雙打 | 桑德拉·马里涅罗     | 準決賽 |
| 2009年 | 荷蘭羽毛球大獎賽         | 大獎賽     | 女子雙打 | 桑德拉·马里涅罗     | 亞軍   |
| 2010年 | 加拿大羽毛球大獎賽       | 大獎賽     | 女子雙打 | 桑德拉·马里涅罗     | 亞軍   |
| 2010年 | 美國羽毛球黃金大獎賽     | 黃金大獎賽 | 女子雙打 | 桑德拉·马里涅罗     | 準決賽 |
| 2010年 | 美國羽毛球黃金大獎賽     | 黃金大獎賽 | 混合雙打 | 麦克·福克斯         | 冠軍   |
| 2010年 | 碧特博格羽毛球黃金大獎賽 | 黃金大獎賽 | 混合雙打 | 麦克·福克斯         | 亞軍   |
| 2010年 | 比利時羽毛球國際賽       | 國際挑戰賽 | 女子雙打 | 桑德拉·马里涅罗     | 冠軍   |
| 2010年 | 比利時羽毛球國際賽       | 國際挑戰賽 | 混合雙打 | 麦克·福克斯         | 冠軍   |
| 2010年 | 法國羽毛球超級賽         | 超級賽     | 混合雙打 | 麦克·福克斯         | 亞軍   |
| 2010年 | 挪威羽毛球國際賽         | 國際挑戰賽 | 女子雙打 | 桑德拉·马里涅罗     | 亞軍   |
| 2010年 | 挪威羽毛球國際賽         | 國際挑戰賽 | 混合雙打 | 麦克·福克斯         | 冠軍   |
| 2011年 | 全英羽毛球首要超級賽     | 首要超級賽 | 混合雙打 | 麦克·福克斯         | 準決賽 |
| 2011年 | 加拿大羽毛球大獎賽       | 大獎賽     | 女子雙打 | 桑德拉·马里涅罗     | 準決賽 |
| 2011年 | 加拿大羽毛球大獎賽       | 大獎賽     | 混合雙打 | 麦克·福克斯         | 冠軍   |
| 2011年 | 哈爾科夫羽毛球國際賽     | 國際挑戰賽 | 女子雙打 | 桑德拉·马里涅罗     | 亞軍   |
| 2011年 | 哈爾科夫羽毛球國際賽     | 國際挑戰賽 | 混合雙打 | 麦克·福克斯         | 冠軍   |
| 2011年 | 日本羽毛球超級賽         | 超級賽     | 混合雙打 | 麦克·福克斯         | 準決賽 |
| 2011年 | 荷蘭羽毛球大獎賽         | 大獎賽     | 女子雙打 | 桑德拉·马里涅罗     | 準決賽 |
| 2011年 | 荷蘭羽毛球大獎賽         | 大獎賽     | 混合雙打 | 麦克·福克斯         | 準決賽 |
| 2011年 | 意大利羽毛球國際賽       | 國際挑戰賽 | 女子雙打 | 桑德拉·马里涅罗     | 亞軍   |
| 2011年 | 土耳其羽毛球國際賽       | 國際系列賽 | 女子雙打 | 桑德拉·马里涅罗     | 冠軍   |
| 2012年 | 歐洲羽毛球錦標賽         | 其他       | 女子雙打 | 桑德拉·马里涅罗     | 準決賽 |
| 2012年 | 保加利亞羽毛球國際賽     | 國際挑戰賽 | 女子雙打 | 乔安娜·格里斯威斯基 | 準決賽 |
| 2012年 | 保加利亞羽毛球國際賽     | 國際挑戰賽 | 混合雙打 | 麦克·福克斯         | 冠軍   |
| 2012年 | 碧特博格羽毛球黃金大獎賽 | 黃金大獎賽 | 女子雙打 | 乔安娜·格里斯威斯基 | 亞軍   |
| 2012年 | 碧特博格羽毛球黃金大獎賽 | 黃金大獎賽 | 混合雙打 | 麦克·福克斯         | 準決賽 |
| 2013年 | 歐洲羽毛球混合團體錦標賽 | 其他       | 混合團體 | －                  | 冠軍   |
| 2013年 | 瑞士羽毛球黃金大獎賽     | 黃金大獎賽 | 混合雙打 | 麦克·福克斯         | 準決賽 |
| 2013年 | 荷蘭羽毛球國際賽         | 國際挑戰賽 | 混合雙打 | 麦克·福克斯         | 冠軍   |
| 2013年 | 倫敦羽毛球黃金大獎賽     | 黃金大獎賽 | 混合雙打 | 麦克·福克斯         | 冠軍   |
| 2013年 | 碧特博格羽毛球黃金大獎賽 | 黃金大獎賽 | 混合雙打 | 麦克·福克斯         | 冠軍   |
| 2014年 | 歐洲女子羽毛球團體錦標賽 | 其他       | 女子團體 | －                  | 季軍   |
| 2014年 | 日本羽毛球超級賽         | 超級賽     | 混合雙打 | 麦克·福克斯         | 亞軍   |
| 2014年 | 澳洲羽毛球超級賽         | 超級賽     | 混合雙打 | 麦克·福克斯         | 亞軍   |
| 2014年 | 碧特博格羽毛球黃金大獎賽 | 黃金大獎賽 | 混合雙打 | 麦克·福克斯         | 準決賽 |
| 2014年 | 哥本哈根羽毛球大師賽     | 其他       | 混合雙打 | 麦克·福克斯         | 準決賽 |
| 2015年 | 美國羽毛球黃金大獎賽     | 黃金大獎賽 | 混合雙打 | 麦克·福克斯         | 準決賽 |
| 2015年 | 加拿大羽毛球大獎賽       | 大獎賽     | 混合雙打 | 麦克·福克斯         | 準決賽 |
| 2015年 | 危地馬拉羽毛球國際賽     | 國際挑戰賽 | 混合雙打 | 麦克·福克斯         | 冠軍   |
| 2015年 | 比利時羽毛球國際賽       | 國際挑戰賽 | 女子雙打 | 伊莎贝尔·赫特里克   | 準決賽 |
| 2015年 | 比利時羽毛球國際賽       | 國際挑戰賽 | 混合雙打 | 麦克·福克斯         | 準決賽 |
| 2015年 | 布拉格羽毛球公開賽       | 國際挑戰賽 | 女子雙打 | 伊莎贝尔·赫特里克   | 冠軍   |
| 2015年 | 布拉格羽毛球公開賽       | 國際挑戰賽 | 混合雙打 | 麦克·福克斯         | 亞軍   |
| 2015年 | 蘇格蘭羽毛球大獎賽       | 大獎賽     | 女子雙打 | 伊莎贝尔·赫特里克   | 準決賽 |
| 2015年 | 美國羽毛球國際賽         | 國際挑戰賽 | 女子雙打 | 伊莎贝尔·赫特里克   | 準決賽 |
| 2015年 | 美國羽毛球國際賽         | 國際挑戰賽 | 混合雙打 | 麦克·福克斯         | 冠軍   |
| 2015年 | 美國羽毛球大獎賽         | 大獎賽     | 女子雙打 | 伊莎贝尔·赫特里克   | 準決賽 |
| 2015年 | 美國羽毛球大獎賽         | 大獎賽     | 混合雙打 | 麦克·福克斯         | 亞軍   |
| 2016年 | 歐洲女子羽毛球團體錦標賽 | 其他       | 女子團體 | －                  | 季軍   |
| 2016年 | 白夜羽毛球賽             | 國際挑戰賽 | 混合雙打 | 麦克·福克斯         | 冠軍   |
| 2016年 | 荷蘭羽毛球大獎賽         | 大獎賽     | 混合雙打 | 马文·埃米尔·塞德尔  | 準決賽 |
| 2017年 | 荷蘭羽毛球國際賽         | 國際系列賽 | 女子雙打 | 奇希塔·乔伊蒂·詹森  | 冠軍   |
| 2017年 | 荷蘭羽毛球國際賽         | 國際系列賽 | 混合雙打 | 埃里克·迈斯         | 準決賽 |

| 2007-2017年 | 首要超級賽 | 超級賽 | 黃金大獎賽 | 大獎賽 | 國際挑戰賽 | 國際系列賽 | 未來系列賽 | 其他 |

| 2018-2026年 | 總決賽 | 超級1000賽 | 超級750賽 | 超級500賽 | 超級300賽 | 超級100賽 | 國際挑戰賽 | 國際系列賽 | 未來系列賽 | 其他 |

### 奧運會和世錦賽參賽紀錄
|          | 搭檔                | 2006 | 2007 | 2008 | 2009        | 2010 | 2011 | 2012 | 2013 | 2014 | 2015 | 2016       |
| -------- | ------------------- | ---- | ---- | ---- | ----------- | ---- | ---- | ---- | ---- | ---- | ---- | ---------- |
| 女子雙打 | Carina Mette        | 48強 | 32強 | －   | －          | －   | －   | －   | －   | －   | －   | －         |
| 女子雙打 | 桑德拉·马里涅罗     | －   | －   | －   | 48強 (退賽) | 32強 | 32強 | －   | －   | －   | －   | －         |
| 女子雙打 | 乔安娜·格里斯威斯基 | －   | －   | －   | －          | －   | －   | －   | 32強 | 32強 | －   | －         |
| 女子雙打 | 伊莎贝尔·赫特里克   | －   | －   | －   | －          | －   | －   | －   | －   | －   | 48強 | －         |
|          |                     |      |      |      |             |      |      |      |      |      |      |            |
| 混合雙打 | 克里斯托夫·霍普     | 16強 | 48強 | 16強 | －          | －   | －   | －   | －   | －   | －   | －         |
| 混合雙打 | 约翰尼斯·斯科特勒   | －   | －   | －   | 32強        | －   | －   | －   | －   | －   | －   | －         |
| 混合雙打 | 英格·金德沃克       | －   | －   | －   | －          | 48強 | －   | －   | －   | －   | －   | －         |
| 混合雙打 | 麦克·福克斯         | －   | －   | －   | －          | －   | 16強 | 8強  | 32強 | 16強 | 16強 | 小組第四名 |